# Qualificazioni al campionato europeo maschile di calcio 2020 - Spareggi
Gli spareggi di qualificazione al campionato europeo di calcio 2020 hanno deciso le ultime quattro squadre qualificate alla rassegna continentale. A differenza delle precedenti edizioni, le squadre partecipanti agli spareggi sono state decise sulla base dei risultati della UEFA Nations League 2018-2019 e non di quelli della fase a gironi delle qualificazioni. Agli spareggi hanno partecipato 16 squadre divise in quattro percorsi (chiamati Path) con semifinali e finali in gara secca. I vincitori delle quattro finali accedono alla rassegna continentale. Inizialmente previsti a marzo 2020, dopo il rinvio della fase finale al 2021 a causa della pandemia di COVID-19, sono stati riprogrammati ad ottobre (semifinali) e novembre 2020 (finali).

## Selezione delle nazionali
Accedono a questa fase 16 nazionali che non sono riuscite a qualificarsi alla fase finale mediante le qualificazioni canoniche. 
Ai sensi dell'articolo 16 del regolamento ufficiale, le nazionali vengono individuate come segue:
- Vengono allocati quattro posti per ognuna delle leghe della UEFA Nations League della stagione precedente iniziando dalla Lega D e terminando alla Lega A.
- Le vincitrici dei gironi delle suddette leghe accedono automaticamente a questa fase a meno che non si siano qualificate alla fase finale tramite le qualificazioni canoniche.
- Se una o più vincitrici dei gironi si sono qualificate alla fase finale tramite le qualificazioni canoniche, il loro posto viene preso dalle nazionali non qualificate con la più alta posizione di classifica all'interno della stessa lega.
- Se per una o più leghe ci sono ancora dei posti vacanti, questi vengono presi dalle nazionali non qualificate con la più alta posizione all'interno della classifica complessiva della UEFA Nations League 2018-2019.
- Se per una o più leghe ci sono più di quattro nazionali qualificate agli spareggi (cosa che ad esempio si verifica quando si applica il quarto criterio di selezione delle nazionali), le squadre "in avanzo" devono essere allocate nelle leghe superiori per mezzo di un sorteggio che, anche in questo caso, inizia dalla Lega D e termina alla Lega A. Il sorteggio tiene conto dei seguenti criteri:

1. Le vincitrici dei gironi devono essere allocate nella propria lega d'appartenenza della UEFA Nations League.
2. Ogni lega deve contenere esclusivamente quattro nazionali.
3. Possono essere applicate condizioni aggiuntive, soggette all'approvazione del Comitato Esecutivo UEFA, compresi i criteri di qualificazione e la possibilità che una o più nazionali organizzatrici siano sorteggiate in leghe differenti.

### Squadre qualificate
| Posizione | Lega A   | Lega B               | Lega C   | Lega D             |
| --------- | -------- | -------------------- | -------- | ------------------ |
| 1.        | Islanda  | Bosnia ed Erzegovina | Scozia   | Georgia            |
| 2.        | Bulgaria | Slovacchia           | Norvegia | Macedonia del Nord |
| 3.        | Ungheria | Irlanda              | Serbia   | Kosovo             |
| 4.        | Romania  | Irlanda del Nord     | Israele  | Bielorussia        |

## Partite
L'abbinamento degli incontri viene regolato dell'articolo 17 del regolamento ufficiale il quale stabilisce che, per ogni lega, la nazionale con la migliore posizione di classifica gioca contro la peggiore, mentre la seconda gioca contro la terza. Per ogni finale viene svolto un sorteggio per capire quale nazionale giocherà in casa.

### Lega A

#### Semifinali
| Arbitro: | Damir Skomina |

|                     |           |                  |
| Sigurðsson 16’, 35’ | Marcatori | 63’ (rig.) Maxim |

| Arbitro: | Szymon Marciniak |

|           |           |                                  |
| Jomov 89’ | Marcatori | 17’ Orban 47’ Kalmár 75’ Nikolić |

#### Finale
| Arbitro: | Björn Kuipers |

|                           |           |                |
| Nego 88’ Szoboszlai 90+2’ | Marcatori | 11’ Sigurðsson |

#### Tabella riassuntiva
| Squadra 1  | Risultato | Squadra 2 |
| ---------- | --------- | --------- |
| Semifinali |           |           |
| Islanda    | 2 - 1     | Romania   |
| Bulgaria   | 1 - 3     | Ungheria  |
| Finale     |           |           |
| Ungheria   | 2 - 1     | Islanda   |

### Lega B

#### Semifinali
| Arbitro: | Antonio Mateu Lahoz |

|                                       |                      |                                          |
| Krunić 14’                            | Marcatori            | 53’ McGinn                               |
| Pjanić Hajradinović Višća Hotić Džeko | Tiri di rigore 3 – 4 | Dallas Lafferty Saville Washington Boyce |

| Arbitro: | Clément Turpin |

|                                  |                      |                                |
| Hamšík Hrošovský Haraslín Greguš | Tiri di rigore 4 – 2 | Hourihane Brady Browne Doherty |

#### Finale
| Arbitro: | Felix Brych |

|                     |           |                      |
| Škriniar 88’ (aut.) | Marcatori | 17’ Kucka 110’ Ďuriš |

#### Tabella riassuntiva
| Squadra 1            | Risultato       | Squadra 2        |
| -------------------- | --------------- | ---------------- |
| Semifinali           |                 |                  |
| Bosnia ed Erzegovina | 1 - 1 (3-4 dtr) | Irlanda del Nord |
| Slovacchia           | 0 - 0 (4-2 dtr) | Irlanda          |
| Finale               |                 |                  |
| Irlanda del Nord     | 1 - 2 (dts)     | Slovacchia       |

### Lega C

#### Semifinali
| Arbitro: | Ovidiu Haţegan |

|                                            |                      |                                 |
| McGinn McGregor McTominay Shankland McLean | Tiri di rigore 5 – 3 | Zahavi Bitton Weissman Abu Fani |

| Arbitro: | Daniele Orsato |

|             |           |                            |
| Normann 88’ | Marcatori | 82’, 102’ Milinković-Savić |

#### Finale
| Arbitro: | Antonio Mateu Lahoz |

|                                   |                      |                                              |
| Jović 90’                         | Marcatori            | 52’ Christie                                 |
| Tadić Jović Gudelj Katai Mitrović | Tiri di rigore 4 – 5 | Griffiths McGregor McTominay McBurnie McLean |

#### Tabella riassuntiva
| Squadra 1  | Risultato       | Squadra 2 |
| ---------- | --------------- | --------- |
| Semifinali |                 |           |
| Scozia     | 0 - 0 (5-3 dtr) | Israele   |
| Norvegia   | 1 - 2 (dts)     | Serbia    |
| Finale     |                 |           |
| Serbia     | 1 - 1 (4-5 dtr) | Scozia    |

### Lega D

#### Semifinali
| Arbitro: | Cüneyt Çakır |

|                       |           |  |
| Okriashvili 7’ (rig.) | Marcatori |  |

| Arbitro: | Danny Makkelie |

|                                 |           |                 |
| Kololli 16’ (aut.) Velkoski 33’ | Marcatori | 29’ Hadergjonaj |

#### Finale
| Arbitro: | Anthony Taylor |

|  |           |            |
|  | Marcatori | 56’ Pandev |

#### Tabella riassuntiva
| Squadra 1          | Risultato | Squadra 2          |
| ------------------ | --------- | ------------------ |
| Semifinali         |           |                    |
| Georgia            | 1 - 0     | Bielorussia        |
| Macedonia del Nord | 2 - 1     | Kosovo             |
| Finale             |           |                    |
| Georgia            | 0 - 1     | Macedonia del Nord |

## Statistiche

### Classifica marcatori
3 reti
- Gylfi Sigurðsson

2 reti
- Sergej Milinković-Savić

1 rete
- Rade Krunić
- Georgi Jomov
- Tornike Okriashvili (1 rigore)
- Zsolt Kalmár
- Loïc Nego
- Nemanja Nikolić

- Willi Orban
- Dominik Szoboszlai
- Florent Hadergjonaj
- Goran Pandev
- Darko Velkoski
- Niall McGinn

- Mathias Normann
- Alexandru Maxim (1 rigore)
- Ryan Christie
- Luka Jović
- Michal Ďuriš
- Juraj Kucka

Autoreti
- Benjamin Kololli (1, pro Macedonia del Nord)

- Milan Škriniar (1, pro Irlanda del Nord)